# Juan Francisco Elso Padilla
Juan Francisco Elso Padilla (La Habana, 30 de agosto de 1956 - Ibídem, 27 de noviembre de 1988) fue un pintor, escultor, grabador, dibujante y profesor cubano.

## Trayectoria
Desarrolló su carrera artística en las manifestaciones de pintura, dibujo, grabado, escultura e instalación.
En el año 1972 se graduó en la Escuela Provincial de Artes Plásticas San Alejandro, La Habana, y desde 1972 a 1976 cursó estudios en la Escuela Nacional de Arte (ENA) en La Habana, Cuba.
En los años 70 y 80 del siglo XX fue profesor de la Escuela Elemental de Artes Plásticas 20 de Octubre en La Habana, Cuba.

## Exposiciones personales
En 1982 presentó su exposición personal,"Tierra, maíz, vida". Casa de Cultura de Plaza, La Habana. En 1986 "Ensayo sobre América". Casa de Cultura de Plaza, La Habana. En 1990 "Por América". Museo de Arte Alvar y Carmen T. de Carrillo Gil, México. En 1991 "Latin American Spirituality. The sculpture of Juan Francisco Elso (1984 1988)". M.I.T. List Visual Arts Center, Boston, Massachusetts, EE. UU.

## Exposiciones colectivas
A lo largo de su carrera participó en diversas exposiciones colectivas entre las que se encuentran: en 1981 "Volumen I"', Centro de Arte Internacional, La Habana, y la "Inauguración de la Galería Habana", Galería Habana.En 1984, 1a. Bienal de La Habana. Museo Nacional de Bellas Artes, La Habana. En 1986 XLII Biennale di Venezia. Venecia, Italia y la Segunda Bienal de La Habana, Museo Nacional de Bellas Artes, La Habana. En 1988 "Signs of Transition: 80's Art from Cuba", Museum of Contemporary Hispanic Art (MOCHA), Nueva York. En 1991 "El Corazón Sangrante/The Bleeding Heart" en Institute of Contemporary Art, Boston y en 1997 "Así está la cosa. Instalación y arte objeto en América Latina". Centro Cultural Arte Contemporáneo A.C., México.

## Colecciones
Su trabajo forma parte de las colecciones del Centro Cultural del México Contemporáneo/Arte Contemporáneo, A.C., México, del Col. Magali Lara, México y del Museo Nacional de Bellas Artes, La Habana, Cuba.

## Premios
- En el año 1982 obtuvo el "Premio. Salón Paisaje '82", Museo Nacional de Bellas Artes de Cuba, La Habana, Cuba.[1]